# 댈러스 미술관

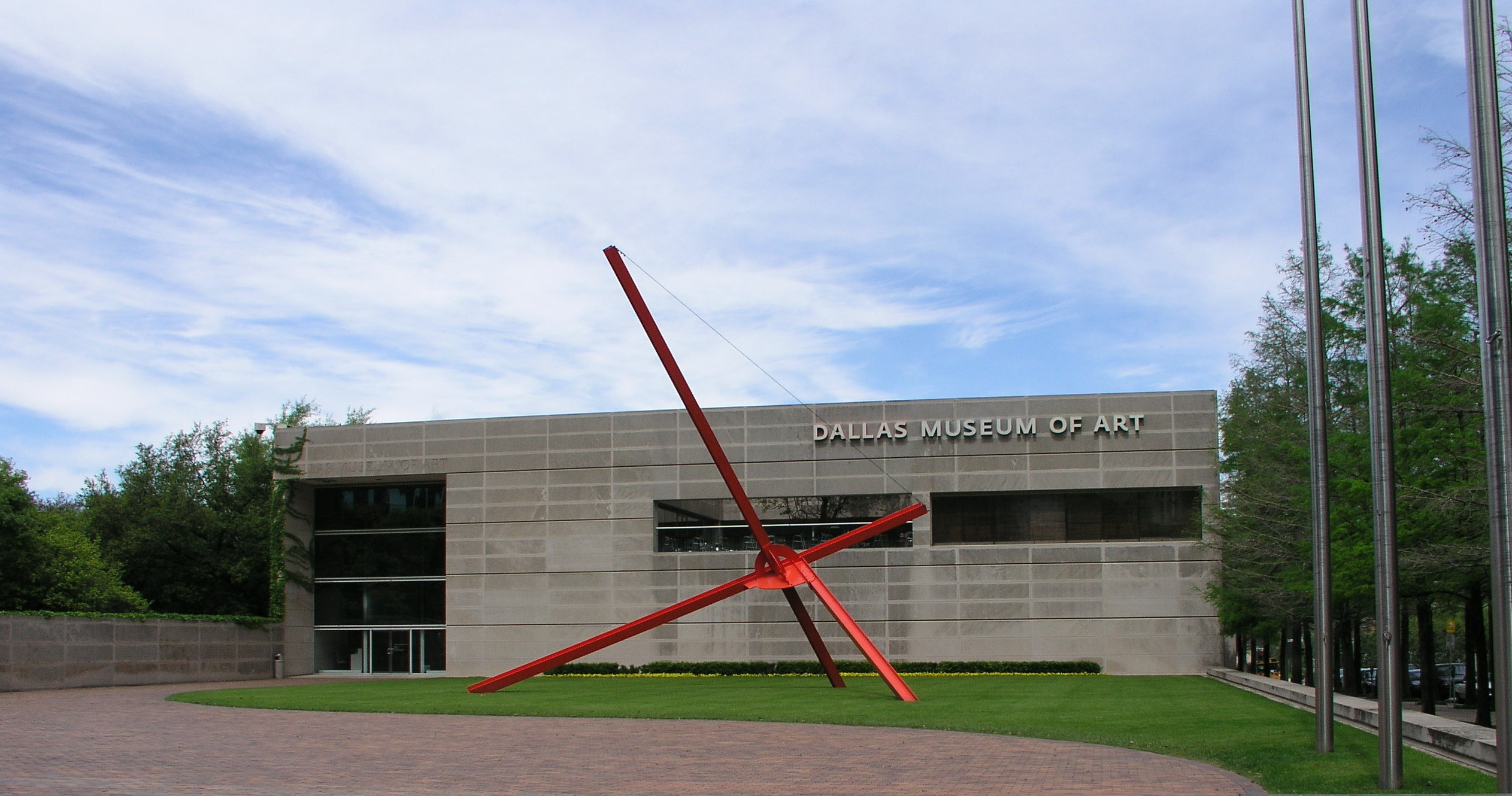

댈러스 미술관(Dallas Museum of Art, DMA)은 세인트 폴과 하우드 사이의 우달 로저스 고속도로를 따라 텍사스주 댈러스 시내 예술 지구에 위치한 미술관이다. 1970년대에 박물관은 페어 파크의 이전 위치에서 예술 지구(Arts District)로 이전했다. 새 건물은 2007년 미국 건축가 협회 금메달을 수상한 에드워드 라라비 반스(Edward Larrabee Barnes)와 존 MY 리 어소시에이츠(John MY Lee Associates)가 설계했다. 건물 건설은 10년에 걸쳐 단계적으로 진행되었다.
미술관 컬렉션은 기원전 3000년부터 현재까지의 24,000개 이상의 유물로 구성되어 있다. 역동적인 전시 정책과 교육 프로그램으로 유명하다. 밀드레드 R. 및 프레데릭 M. 메이어 도서관(Mildred R. and Frederick M. Mayer Library, 박물관의 비순환 연구 도서관)에는 큐레이터와 일반 대중이 이용할 수 있는 50,000권 이상의 도서가 포함되어 있다. 159,000평방피트(14,800m2)의 전시 공간을 갖춘 이 미술관은 미국에서 가장 큰 미술관 중 하나이다.

## 같이 보기
- 가장 큰 미술관 목록